# وادي الحلو (وادي)
وادي الحلو هو مجرى مائي موسمي يقع في جبال الحجر في الشارقة، في الإمارات العربية المتحدة. يمتدّ الوادي من الشمال الغربي إلى الجنوب الشرقي من قرية وادي الحلو الواقعة على الطريق السريع الرابط بن الشارقة وكلباء.

## الحدود
يشبه مجرى وادي الحلو حرف "دابليو"، ويمرّ أحد الفروع عبر قريتي الحراة ووادي الحلو، بينما يمتد الآخر من بحيرة وادي الحلو الواقعة على طول الطريق السريع القديم الرابط بين الشارقة وكلباء باتجاه كلباء. افتتح الطريق السريع الجديد في أكتوبر 2020، ويمتد من وادي الحلو إلى كلباء بطول 26 كم. يلتقي فرعا وادي الحلو غرب قرية أوحلة ويمر الوادي عبر أوحلة وبجانب قلعة أوحلة التاريخية قبل أن يعبر الحدود العمانية ثم ينتشر إلى سهل الباطنة وخليج عمان شمال قرية ابوبقرة الساحلية. تصطف الروافد السفلية للوادي على الجانبين بعدد من المدافن التي يرجع تاريخها إلى ما قبل الإسلام.
وادي الحلو هو الموطن القديم لقبيلة المزاريع وكانت مركزًا ثريًا لزراعة التبغ. واليوم، تنتشر المئات من مزارع التبغ المهجورة المبطنة بالحجارة في الروافد العليا للوادي. كان القرويون من قرية الحيل يُسافرون إلى وادي الحلو موسميًا للمشاركة في حصاد محصول التبغ، الذي كان يُباع للتجار المحليين في الفجيرة والشارقة.

## الموقع التراثي
يبعدُ الموقع التُراثي وادي الحلو حوالي 4 كيلومترات عن المستوطنة الحديثة، ويشمل أبراج المراقبة التي كانت تحرس الوادي والمستوطنة المهجورة، بما في ذلك بيوت المزارع الكبيرة مثل منزل عيسى الذباحي، وهو منزل يعكس ثروة المجتمع الزراعي بوادي الحلو خلال القرن التاسع عشر. يوجد في الموقع قبر أُعيد بناؤه من العصر البرونزي بجانب حصن القرية. هُجرت القرية في الثلاثينيات أو حواليها. صنفته حكومة الشارقة بأنّه موقع تراثي وكان جزءًا من عرض الشارقة لعام 2018 لمركز التراث العالمي لليونسكو، تحت عنوان "الشارقة بوابة الإمارات المتصالحة"، والتي شملت قلب الشارقة؛ والحصن وقلعة المحطة. ومعسكر المرقاب الذي كان شاهدًا على بدايات تشكل المؤسسة العسكرية للإمارات وحصن وواحة الذيد. وقلعة فيلي. ثم الموقع التراثي وادي الحلو، لما كان عليه من استقرار السكان وأسلوب الحياة خلال فترة الإمارات المتصالحة حين شهدت منطقة الوادي استقرارا وازدهارا زراعيا، وأخيرًا مدينة خورفكان الساحلية.

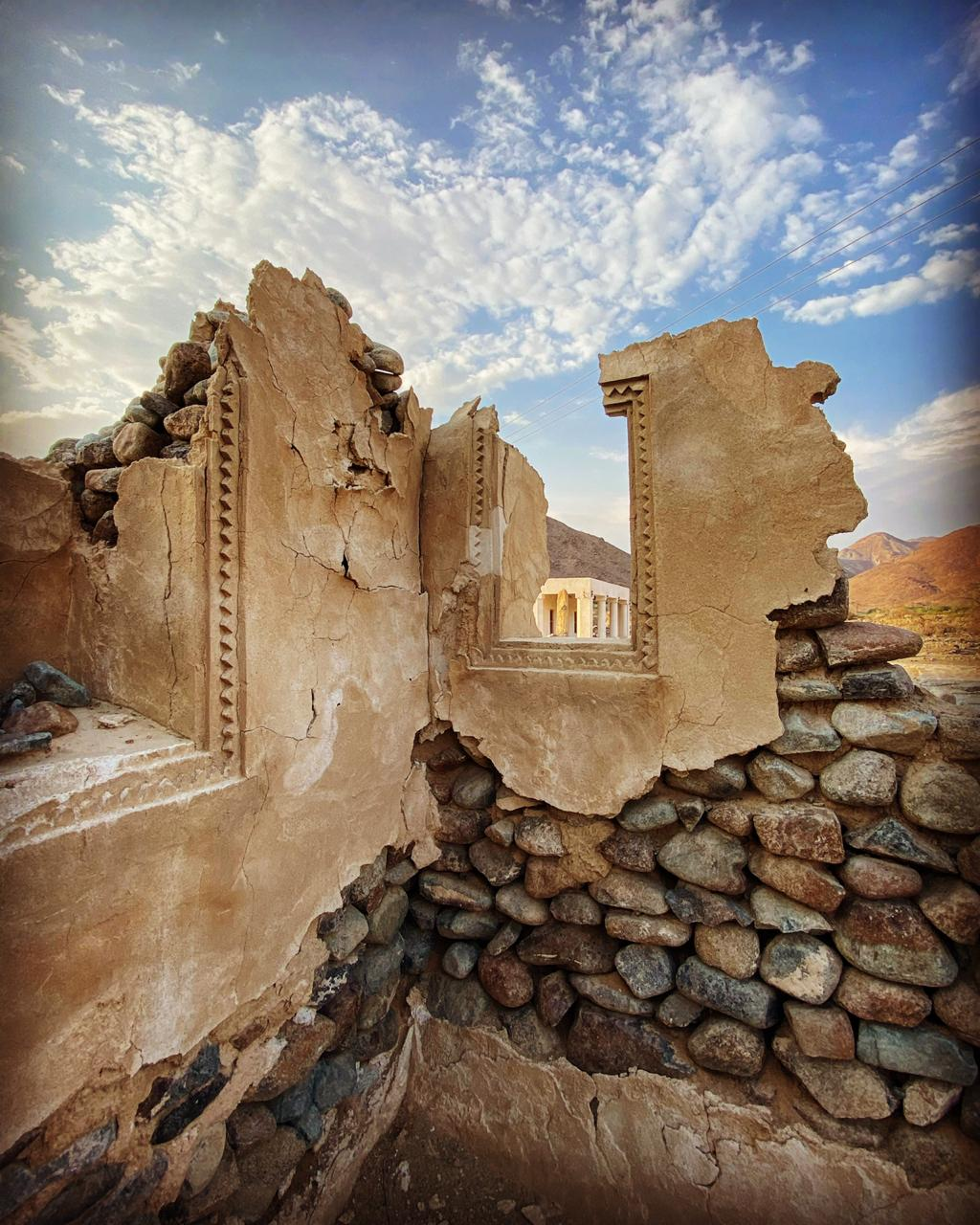
مزرعة عيسى الذباحي في قرية وادي الحلو التراثية
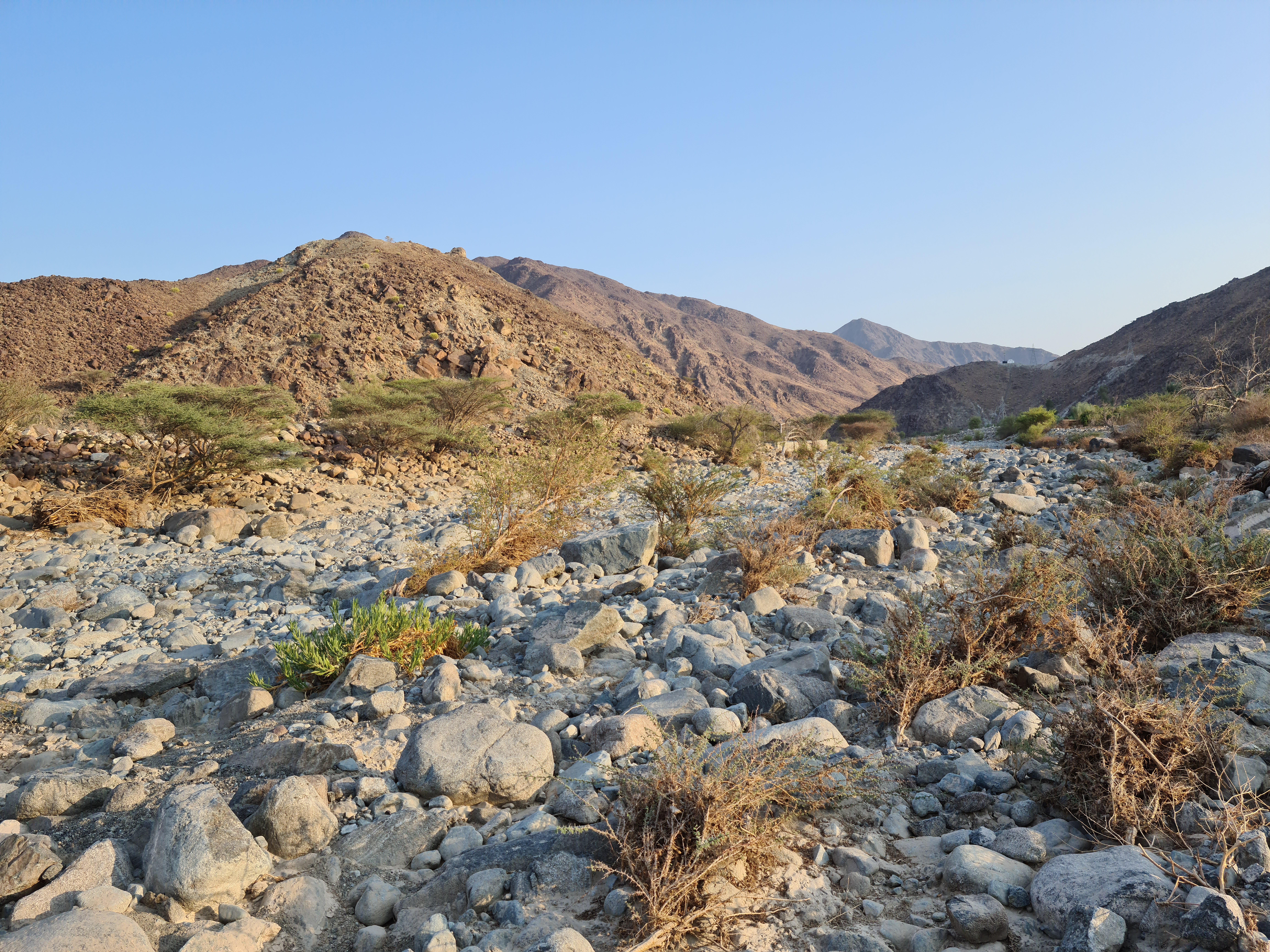
المجرى المائي الموسمي بوادي حلو
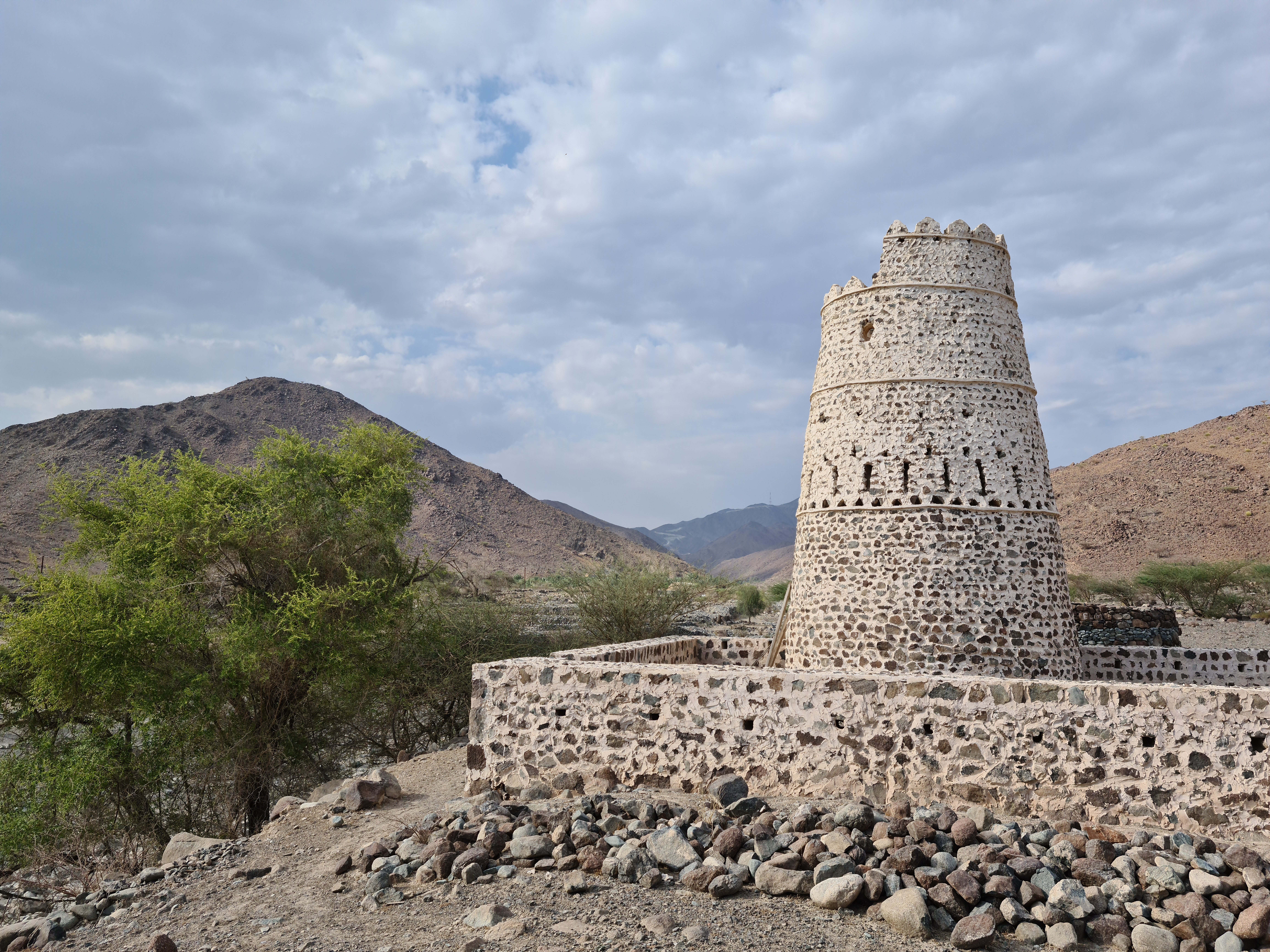
الحصن في القرية التراثية بوادي الحلو
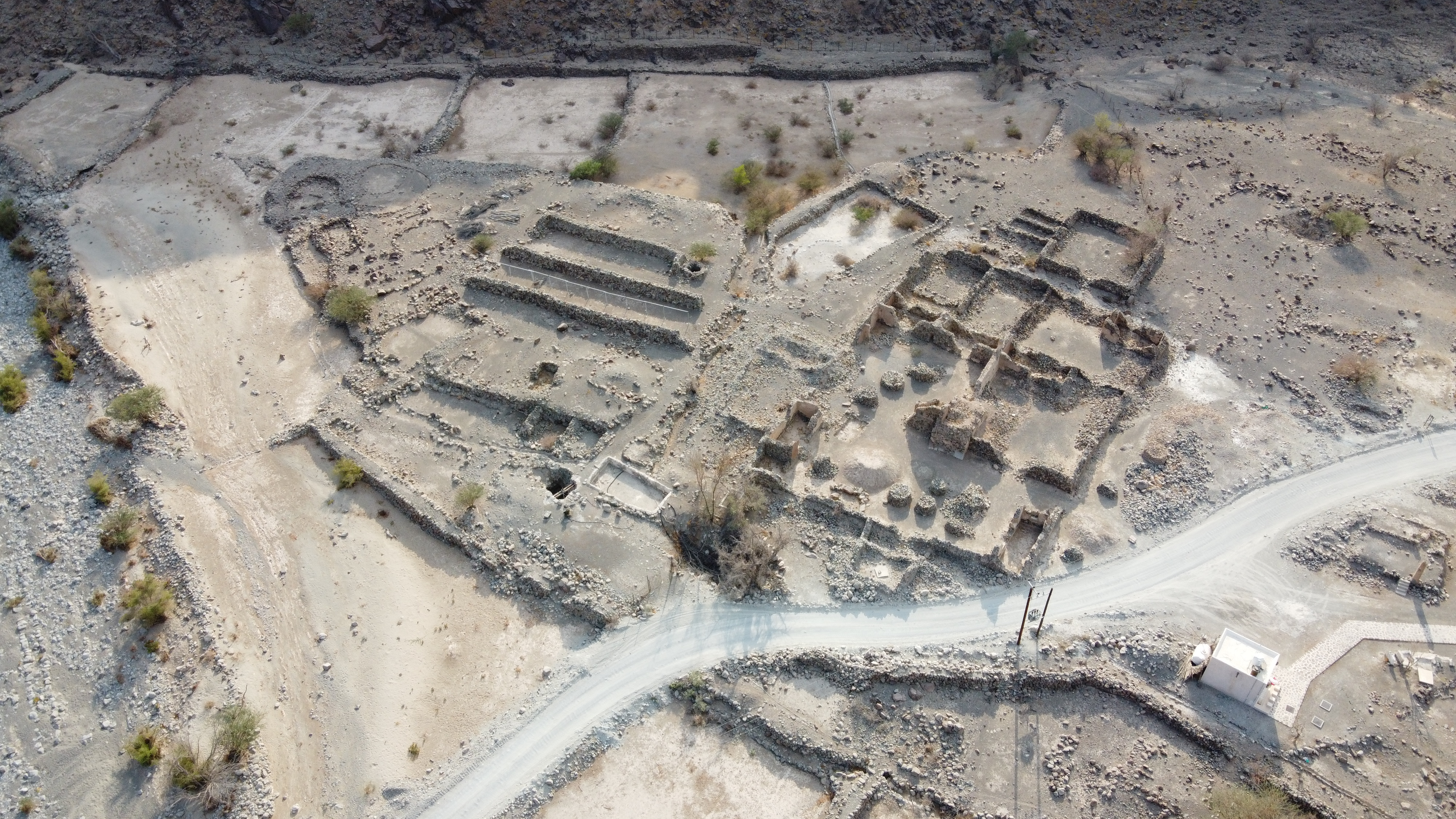
منظر جوي يُظهر مزرعة عيسى الذباحي